# Ray Wilson (futebolista)
Ramon "Ray" Wilson, MBE (Shirebrook, 17 de dezembro de 1934 – 16 de maio de 2018) foi um futebolista inglês que atuou como lateral esquerdo. Integrou o elenco da Inglaterra vencedor da Copa do Mundo de 1966.

## Carreira
Defendeu majoritariamente os clubes Huddersfield Town e o Everton. Neste último segrou-se campeão da FA Cup de 1965–66. Pela Seleção Inglesa de Futebol disputou as Copas do Mundo de 1962, 1966 e 1970, além da Eurocopa de 1968.
Sofrendo desde 2004 da Doença de Alzheimer, faleceu em 16 de maio de 2018.

## Títulos
Everton
- FA Cup: 1965–66

Seleção Inglesa
- Copa do Mundo: 1966